# Vysoká hra (soutěž)
Vysoká hra je televizní soutěž České televize z roku 2011, kterou uváděl Petr Šiška.

## Pravidla hry
Na začátku každé epizody byl soutěžícímu přidělen na konto 1 000 000 Kč. Hráč postupně během 7 kol dostával vědomostní otázky s možnostmi odpovědí, přičemž na odpovědi mohl ze svého konta sázet. Obtížnost otázek se postupně zvyšovala. Soutěžící měl rovněž možnost na jednu z otázek neodpovědět, v tom případě ztratil polovinu peněz ze svého konta. Obvykle jedním dílem prošli 2–3 soutěžící.